# Arisaema petiolulatum
Arisaema petiolulatum — многолетнее вечнозелёное травянистое растение, вид рода Аризема (Arisaema) семейства Ароидные (Araceae).

## Ботаническое описание
Растения однодомные или мужские, вечнозелёные.
Корневище снаружи бледно-жёлтое, пурпуровое или фиолетовое на изломе, цилиндрическое.

### Листья
Катафиллы увядающие, от желтовато-красных до кремово-красных, узколанцетовидные, чешуевидные.
Лист один. Черешок бледный, без пятен, окружён катафиллами, до 40 см длиной, примерно до 1,5 см вложенный во влагалища. Листовая пластинка бледно-зелёная снизу, зелёная сверху, состоит из трёх листочков; центральный листочек на черешочке около 2 см длиной, овальный, 9—25 см длиной и 5,8—10 см шириной, в основании тупой или короткоклиновидный, на вершине заострённый; боковые листочки с черешочками 5—10 мм длиной, овально-ланцетовидные, 8—20 см длиной и 3,5—9,5 см шириной, в основании косоокруглённые.

### Соцветия и цветки
Цветоножка окружена двумя катафиллами отдельно от черешков, цилиндрическая, 25—35 см длиной, 1,2—1,5 см в диаметре. Трубка зеленовато-белая, около 1 см от основания белая, около 5 см длиной и 8 мм в диаметре, в устье узкоухообразная, загнутая наружу, ушки около 8 мм шириной. Пластинка загнутая, зелёная, с большой округлённой белой областью в основании, овально-ланцетовидная, около 6 см длиной и 3 см шириной, чешуевидная, с хвостовидным окончанием около 5 мм длиной.
Початок двуполый у взрослых растений и мужской у молодых. Двуполый початок: женская зона цилиндрическая, около 1,5 см длиной и около 5 мм в диаметре у основания, с плотно расположенными цветками; завязь яйцевидная; семяпочек 2—4, базальные, вертикальные; столбик короткий, но различимый; рыльце головчатое, опушённое; мужская зона около 1,5 см длиной, с редкими цветками; синандрий из двух или трёх тычинок; пыльники сидячие или на нити около 1 мм длиной; теки полушаровидные, вскрывающиеся верхушечным разрезом; придаток вертикальный, сидячий, зелёный, узкоцилиндрический, без стерильных цветков, наверху немного морщинистый. Мужской початок: мужская зона около 2 см длиной и около 3,5 мм в диаметре, на ножке около 2 мм длиной; придаток как в двуполом початке, с двумя-тремя стерильными цветками в основании или без них.
Цветёт в октябре — ноябре.

## Распространение
Встречается в Индии (Ассам), в Восточных Гималаях и Мьянме.
Растёт от 400 до 1700 м над уровнем моря.